# 柔叶白锦藓
柔叶白锦藓（学名：Leucoloma molle）为曲尾藓科白锦藓属下的一个种。